# FK Car Konstantin
FK Car Konstantin (srpski: ФК Цар Константин) srbijanski je nogometni klub iz Niša. U sezoni 2024./25. natječe se u Zoni Centar, četvrtom rangu srpskog nogometnog sustava.

## Povijest

### Etimologija
Rimski car Flavije Valerije Konstantin (latinski: Flavius Valerius Constantinus), poznatiji kao Konstantin I. Veliki (306. – 337.), rođen je između 271. i 273. godine, 27. veljače, u rimskom gradu Naissus, tj. današnjem Nišu. Bio je prvi rimski vladar koji je prihvatio kršćanstvo, do tada religiju progonjene manjine, i pokrenuo kristijanizaciju Carstva i prerastanje kršćanstva u dominantnu religiju tadašnjeg civiliziranog svijeta.

Naselja Bubanj, Ledena Stena i željeznički kolodvor formirali su u preko 90 % slučajeva željeznički radnici i namještenici, radnici željezničkih radionica i kotlovnica, a od 1860. godine „Car Konstantin i carica Jelena” su slava željeznice koja se obilježava svakog 3. lipnja u godini. Klub je nastao na tradiciji niškog željezničarskog, glazbeno-pjevačkog društva „Konstantin” koje je osnovano 1893. godine.

### Dani osnivanja
SK „Car Konstantin” osnovan je 24. kolovoza 1932. godine u hotelu „Atina” kod željezničke stanice. Pojavom niškog nogometnog kluba „Car Konstantin” Niš je dobio šesti klub koji će se natjecati u Prvoj ligi s dosad poznatim klubovima kao što su Sinđelić, Pobeda, Železničar, Građanski i Jugoslavija.

Od osnivanja kluba do danas, SK Car Konstantin je klub dijela grada koji obuhvaća Bubanj, naselje Ledena stena i područje oko željezničke stanice. Osnivači kluba bili su omladina i narod Bubnja, željezničke stanice i naselja Ledena stena, službenici i radnici željezničke radionice i šporeta, radnici sekcije za održavanje pruga, radnici štamparije „Car Konstantin” i privredne zadruge Eparhije niške, koja u Nišu djeluje od 1925. godine.
Klupske boje 1932. bile su bijela i crna, a klupska adresa Hotel Oslobođenje Niša.

### S.K. Car Konstantin (1932. – 1944.)
U dvije sezone „Car Konstantin” je bio prvak Niša, a u još dva navrata jesenji prvak.

Vođa ekipe i najbolji igrač kluba u tom periodu bio je Dimitrije – Mita Belić, lijevi polušpica, a inače standardni reprezentativac Niškog nogometnog podsaveza u periodu 1936. – 1940. Unatoč brojnim primamljivim ponudama u to vrijeme, Mita Belić se u Niškom nogometnom podsavezu zakleo i potpisao da će do kraja života igrati za „Car Konstantin”, a riječ je i održao. Nakon Drugog svjetskog rata dugo će biti uz svoj klub, kao vrlo uspješan član tehničke komisije kluba. U tom razdoblju igrali su i dr. Čedica Cvetković, centarfor Rače Matejević i Ljuba Petrović, koji su uz već spomenutog Mitu Belića činili kompletan napad Niškog nogometnog podsaveza.

U najtežim danima okupacije, velikim zalaganjem entuzijasta iz uprave kluba, „Car Konstantin” je nastupao sve do proljeća ratne 1944. godine, kada su igrali i drugi, mnogo bogatiji niški klubovi.

### FK Bubanj (1951. – 1953.)
Nakon petogodišnje obustave rada kluba, isti ljudi iz uprave „Cara Konstantina” i nekadašnji asovi kluba obnovili su klub 1951. Klubu vlasti nisu dozvolili da vrati staro ime. Nije dozvoljeno ni ime Konstantin. Naziv „Bubanj” se morao prihvatiti, a kao uspomena na „Cara Konstantina” zadržana je bijelo-crna boja dresova.

### FK Sloga (1953. – 1995.)
Od 1953. godine klub nosi naziv FK Sloga. Zanimljivo je da je u Nišu već postojao nogometni klub „Sloga”, ali to nije bila bubanjska Sloga, već nogometni klub iz centra grada, koji je postojao točno godinu dana, od 5. lipnja 1945. do 5. lipnja 1946., pa je klub iz Bubnja nosio tuđe, posuđeno ime.

Najveće uspjehe pod imenom „Sloga” je postigla 1955. godine osvajanjem Kupa grada Niša, nakon finalne utakmice s Radničkim iz Niša. Sloga je dobila s 2:1. Golove za Slogu postigao je Ranko Cvetković, stric kasnijeg golgetera Nenada Neše Cvetkovića.

U sezonama 1956./57. i 1957./58. Sloga se natječe u Niškom podsavezu, u rangu sa Železničarom iz Niša, FK Bor iz Bora, Timokom iz Zaječara, Hajduk Veljkom iz Negotina, Timočaninom iz Knjaževca. To su sezone kada Sloga igra na igralištu niškog Železničara. Od sezone 1961./62. klub svoje utakmice igra na vlastitom, popularno zvanom „Igralište Sloge”. Tijekom narednih pet sezona, od 1961./62. do 1965./66., u tri navrata osvajaju prva mjesta, ali u kvalifikacijskim susretima s Vlasinom iz Vlasotinca 1964./65. i zaječarski Železničar 1965./66. nije uspio steći promociju u Srpsku ligu.

Dvadeset godina nakon tih kvalifikacija Sloga će igrati zapaženu ulogu u niškom kraju i biti jedan od najuspješnijih klubova od Kladova do Zaječara, a za pet sezona natjecat će se u Regionalnoj ligi. U sezoni 1988./89. klub ostvaruje veliki uspjeh ulaskom u II. srpsku ligu, gdje će tri godine biti u samom vrhu. Sezone 1992./93. i 1993./94. su najteži trenuci od osnivanja kluba, jer je klub igrao u Gradskoj ligi Niša.

### FK Car Konstantin (1995. – danas)
Dana 9. lipnja 1995. nogometni klub vraća svoje prvo ime „Car Konstantin”. Dogodilo se to u prepunoj dvorani Mjesnog ureda „Bubanj” na godišnjoj skupštini kluba. Klub ubrzo postaje stabilan srpskoligaš.

Najveći uspjesi kluba pod novim-starim imenom su ulazak u Drugu saveznu ligu 3. srpnja 2002. godine, kao i šesnaestina finala nacionalnog kupa 11. studenog 2003. godine, kada je ispao od kasnijeg pobjednika FK Crvena zvezda iz Beograda.

Danas klub u svom organizacijskom sustavu ima sve kategorije igrača od pripremne kategorije pjetlića, pionira, kadeta i omladinaca, a zajedno sa seniorskom momčadi okuplja oko 200 nogometaša.

Jedini je nogometni klub u Nišu koji ima veteransku sekciju, koja djeluje tijekom cijele godine. Svake godine klub obilježava krsnu slavu Svetog cara Konstantina i caricu Jelenu i rođendan kluba, kada nastupaju velikani bivše Jugoslavije FK Crvena zvezda, FK Radnički Niš, FK Rabotnički Skoplje, reprezentacija veterana Jugoslavije itd.

FK Car Konstantin njeguje sportske odnose sa svim niškim klubovima, a posebno s klubovima koji imaju problema s nogometnim terenima, pa su tako mnogi klubovi, kao što su FK Radnički Niš, FK Sinđelić Niš, OFK Niš, FK Palilulac Niš, FK Mladost Medoševac, igrali ili još uvijek igraju na stadionu FK Car Konstantin bez naknade, a sve u cilju da ti klubovi prijeđu višegodišnje probleme s nedostatkom terena za odigravanje utakmica i kvalitetno predstave Grad Niš i nogomet na ovim prostorima.

Klub je dobio zlatnu plaketu Nogometnog saveza Srbije povodom 75. obljetnice kluba.

## Vanjske poveznice
- srbijasport.net, profil kluba
- fkcarkonstantin.com, povijest kluba